# Filellum tubiforme
Filellum tubiforme är en nässeldjursart som beskrevs av Shidlovskii 1902. Filellum tubiforme ingår i släktet Filellum och familjen Lafoeidae. Inga underarter finns listade i Catalogue of Life.